# سترانتشیتسه
سترانتشیتسه (به چکی: Strančice) یک منطقهٔ مسکونی در جمهوری چک است که در ناحیه پراگ-شرق واقع شده‌است. سترانتشیتسه ۱۱٫۶۱ کیلومتر مربع مساحت و ۱٬۹۸۶ نفر جمعیت دارد و ۴۱۵ متر بالاتر از سطح دریا واقع شده‌است.

## نگارخانه

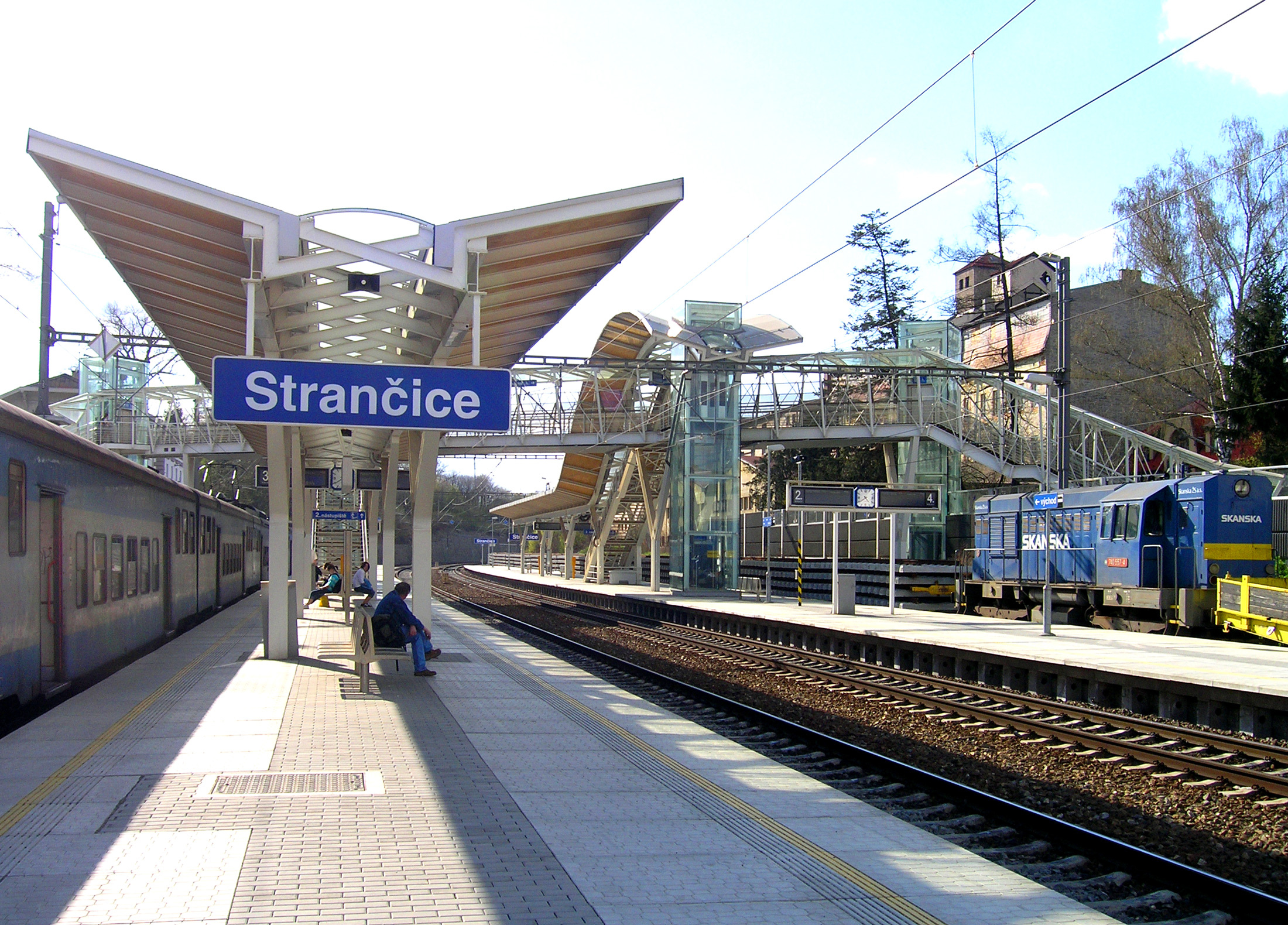
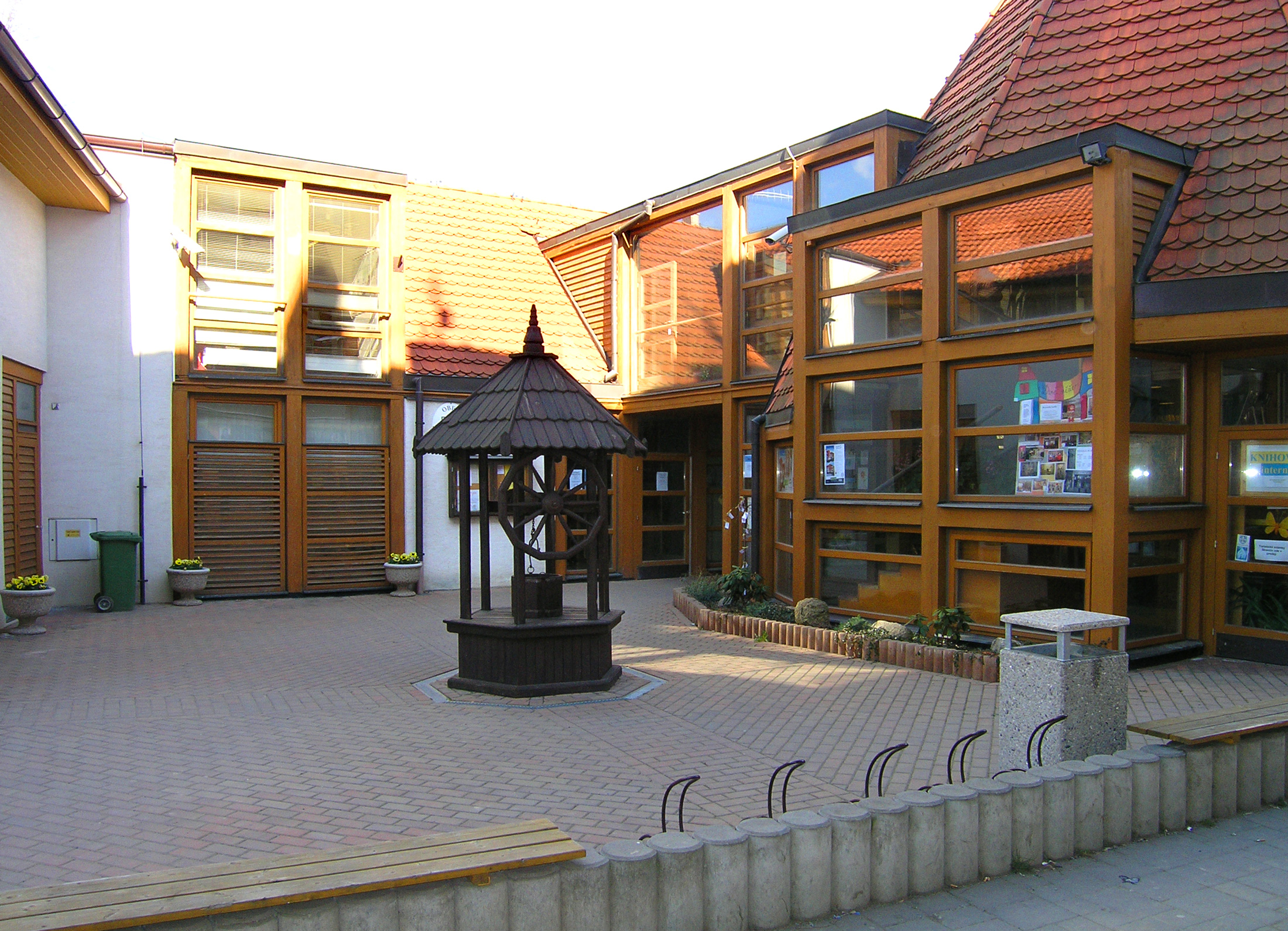
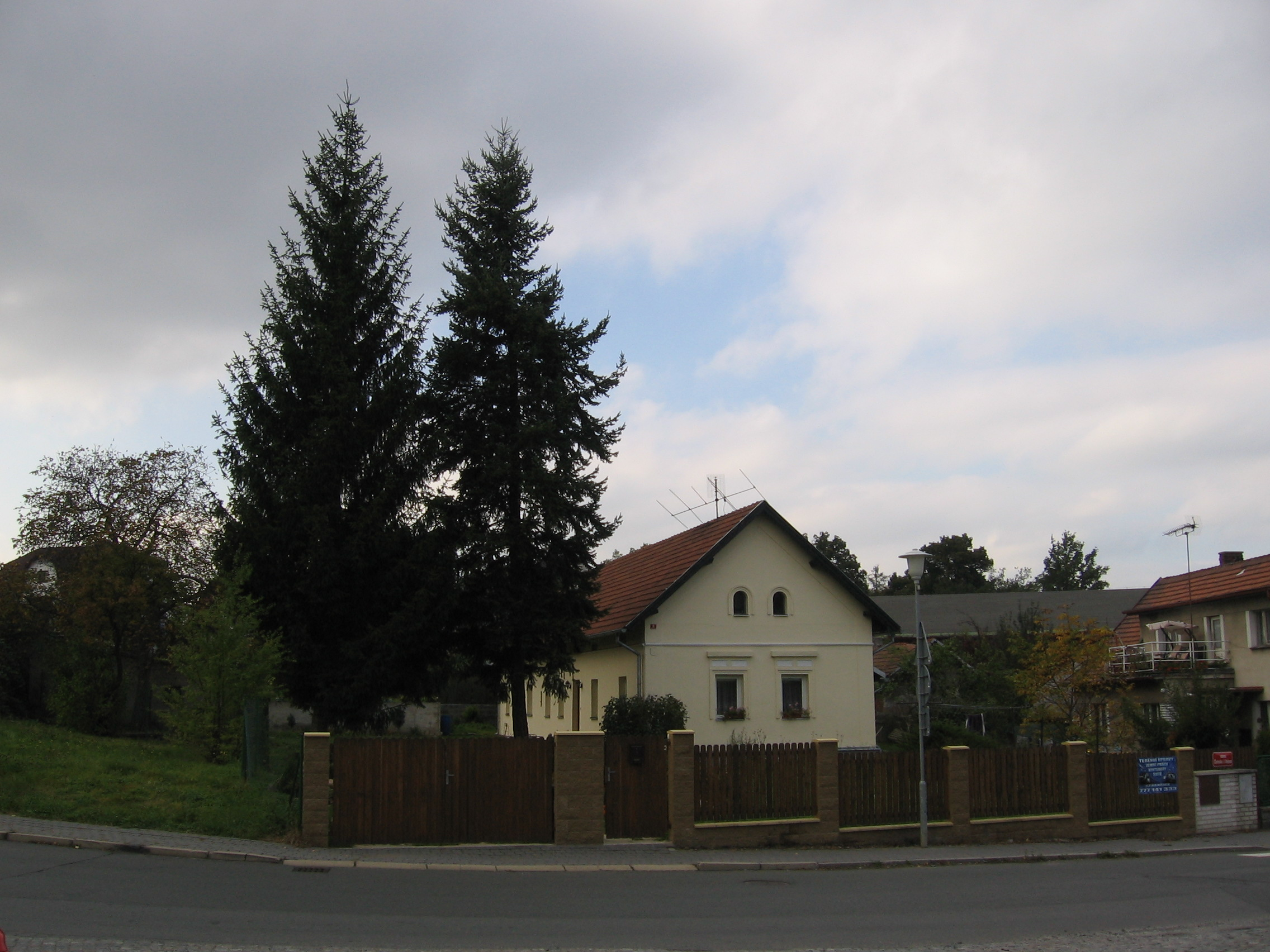